# Szałasiska
Szałasiska lub szałasisko – w gwarze podhalańskiej miejsce, w którym stał szałas lub szałasy. Na Słowacji to samo znaczenie ma słowo koszarzysko (w języku słowackim košarisko, w gwarze podhalańskiej kosarzýsko). Od słowa tego pochodzi wiele nazw geograficznych w Tatrach i na Podhalu.
- Szałasiska – polana w Dolinie Rybiego Potoku
- Szałasisko – polana w Gorcach
- Jarząbcze Szałasiska – rówień w Dolinie Jarząbczej
- Kopieńcowe Szałasiska – polana na Wielkim Kopieńcu
- Sołtysie Szałasiska – polana na Kopach Sołtysich
- Stare Szałasiska – odnoga Doliny Kasprowej